# Iida Vemmelpuu
Iida Vemmelpuu, née Iida Maria Wilenius le 10 février 1868 à Kangasala (grand-duché de Finlande, Empire russe) et morte le 3 août 1924 à Huittinen (Finlande), est une femme politique finlandaise membre du Parti finlandais. Elle est députée entre 1907 et 1909, comptant parmi les premières femmes parlementaires de l'histoire du pays.

## Biographie
Elle est la fille de Karl Wilenius, marchand, et Amalia Matintytär. Lorsque sa mère se remarie avec un commerçant de Kokemäki, la famille déménage à Huittinen. Iida Vemmelpuu fréquente le lycée pour filles de Pori jusqu'en 1887, obtient un diplôme d'enseignante au Suomalaiske Jatko-opisto d'Helsinki en 1890 puis reçoit un certificat du séminaire de Jyväskylä en 1903. Elle travaille comme enseignante à Sortavala de 1890 à 1892, est directrice de l'école populaire de Finlande occidentale à Huittinen de 1892 à 1904 puis professeure à Huittinen de 1904 à 1924. Elle est active dans le club de jeunesse de Huittinen et devient la première présidente de l'association des femmes fondée à Huittinen après la grande grève de 1905.
À l'issue des premières élections parlementaires organisées en mars 1907, elle est élue au Parlement dans la circonscription nord du comté de Turku pour le Parti finlandais. Elle est également membre du conseil municipal de Huittinen. Elle quitte le Parlement lors des élections législatives de 1909, après avoir achevé son deuxième mandat.